# Zohra Rasekh
Zohra Rasekh (ur. 7 lutego 1969 w Kabulu) – afgańska lekarka, dyplomatka i feministka. Wiceprzewodnicząca Komitetu ds. Likwidacji Dyskryminacji Kobiet ONZ. Ekspertka w dziedzinie praw człowieka, w tym praw kobiet, gender oraz zdrowia publicznego.

## Edukacja
W roku 1989 zdobyła bachelor's degree na wydziale biologii George Washington University. Stopień magisterski w dziedzinie zdrowia publicznego uzyskała na wydziale medycyny i opieki medycznej tego uniwersytetu w 1994 roku. W roku 2006 ukończyła studia na Uniwersytecie Harvarda.

## Kariera
Rasekh jest prezeską Global Watch Group, organizacji pozarządowej skoncentrowanej na promocji praw człowieka i opieki zdrowotnej. Od 2000 do 2003 roku była badaczką w Population Action International. W latach 2003–2010 była doradczynią ds. praw człowieka i równości płci w ministerstwie spraw zagranicznych Afganistanu. Była także starszą analityczką w Physicians for Human Rights, gdzie zainicjowała i prowadziła dwa projekty badawcze dotyczące wpływu polityki talibów na zdrowie kobiet i prawa człowieka (1998 i 2000).

## Publikacje
- Zohra Rasekh: Terrorism and Public Health: A Balance Approach to Strengthening Systems and Protecting People. Oxford University Press, 2012. Brak numerów stron w książce
- Zohra Rasekh. Education, A Health Imperative: The Case of Afghanistan. „Health and Human Rights”. 3 (2).brak numeru strony (współautorka)
- The Taliban’s War on Women: A Health and Human Rights Crises in Afghanistan. Physicians for Human Rights, 1998. [dostęp 2012-03-26]. (ang.). (współautorka)
- Zohra Rasekh. Women’s Health and Human Rights in Afghanistan. „Journal of the American Medical Association (JAMA)”, 1998.brak numeru strony